# Tim Mac Manus
Tim McManus est un des personnages centraux de la série télévisée Oz, incarné par Terry Kinney. 
Personnage principal de la série, il est le responsable d'Em city, qui est au cœur de la série.

## Biographie

### Personnalité
Visionnaire et humaniste, il est à l'origine de la fondation d'Emerald City (Em city) au sein du pénitencier d'Oswald, d'où la série tire son nom (Oz contraction de Oswald). Cette section vit en autogestion et les détenus s'acquittent de toutes les tâches : de la distribution du courrier à la cuisine en passant par l'atelier de confection. Cette ambiance est censée aider les détenus à se réinsérer.
En réalité, et c'est là toute la problématique de la série, cette expérience se révèle utopique dans la pratique. En effet les morts ne tardent pas à pleuvoir et Mac Manus se retrouve souvent en conflit avec James Devlin, le gouverneur de l'État, conservateur, qui voit cette entreprise d'un mauvais œil.